# Obergesteln
Obergesteln is een plaats en voormalige gemeente in het Zwitserse kanton Wallis, en maakt sinds 1 januari 2009 deel uit van de gemeente Obergoms het district Goms.

Luchtbeeld van Obergesteln uit 1949.

- Gemeinsame Normdatei: 7636576-1
- Historisch woordenboek van Zwitserland: 002695
- Virtual International Authority File: 249438277